# المتحولون: صعود الوحوش
المتحولون: صعود الوحوش (بالإنجليزية: Transformers: Rise of the Beasts)‏ هو فيلم أكشن خيال علمي أمريكي قادم وهو الإصدار السابع ضمن سلسلة أفلام المتحولون.الفيلم من إخراج ستيفن كابل جونيور وبطولة أنتوني راموس،دومينيك فيشباك ولورن فيليز. صدر الفيلم في 9 يونيو 2023.

## روابط خارجية
المتحولون: صعود الوحوش على موقع IMDb (الإنجليزية)
- المتحولون: صعود الوحوش على موقع ميتاكريتيك (الإنجليزية)
- المتحولون: صعود الوحوش على موقع روتن توميتوز (الإنجليزية)
- المتحولون: صعود الوحوش على موقع ألو سيني (الفرنسية)
- المتحولون: صعود الوحوش على موقع فيلمافينيتي (الإسبانية)
- المتحولون: صعود الوحوش على موقع قاعدة بيانات الأفلام السويدية (السويدية)
- المتحولون: صعود الوحوش على موقع قاعدة بيانات الفيلم (الإنجليزية)
- المتحولون: صعود الوحوش على موقع ليتربوكسد (الإنجليزية)
- المتحولون: صعود الوحوش على موقع كينوبويسك (الروسية)